# Filchneria nuristica
Filchneria nuristica är en bäcksländeart som först beskrevs av Brinck 1950.  Filchneria nuristica ingår i släktet Filchneria och familjen rovbäcksländor. Inga underarter finns listade i Catalogue of Life.